# باتنوروف (خنتی)
باتنوروف (به لاتین: Batnorov) یک منطقهٔ مسکونی در مغولستان است که در استان خنتی واقع شده‌است. باتنوروف ۴٬۹۶۸ کیلومتر مربع مساحت دارد.